# موغرادوس
بلدية موغرادوس (بالإسبانية: Mugardos)‏، هي إحدى بلديات مقاطعة لا كرونيا إحدى مقاطعات إسبانيا، و التي تقع في منطقة جليقية شمال غرب إسبانيا.
يبلغ عدد سكانها 5.859 نسمة وفقاً لإحصائية سنة (2002).

## أعلام
- سانتياغو كاسترو